# Pipiza morionella
Pipiza morionella är en tvåvingeart som beskrevs av Zetterstedt 1843. Pipiza morionella ingår i släktet gallblomflugor, och familjen blomflugor.
Artens utbredningsområde är Danmark. Arten har ej påträffats i Sverige. Inga underarter finns listade i Catalogue of Life.